# Uomo selvatico di Sacco

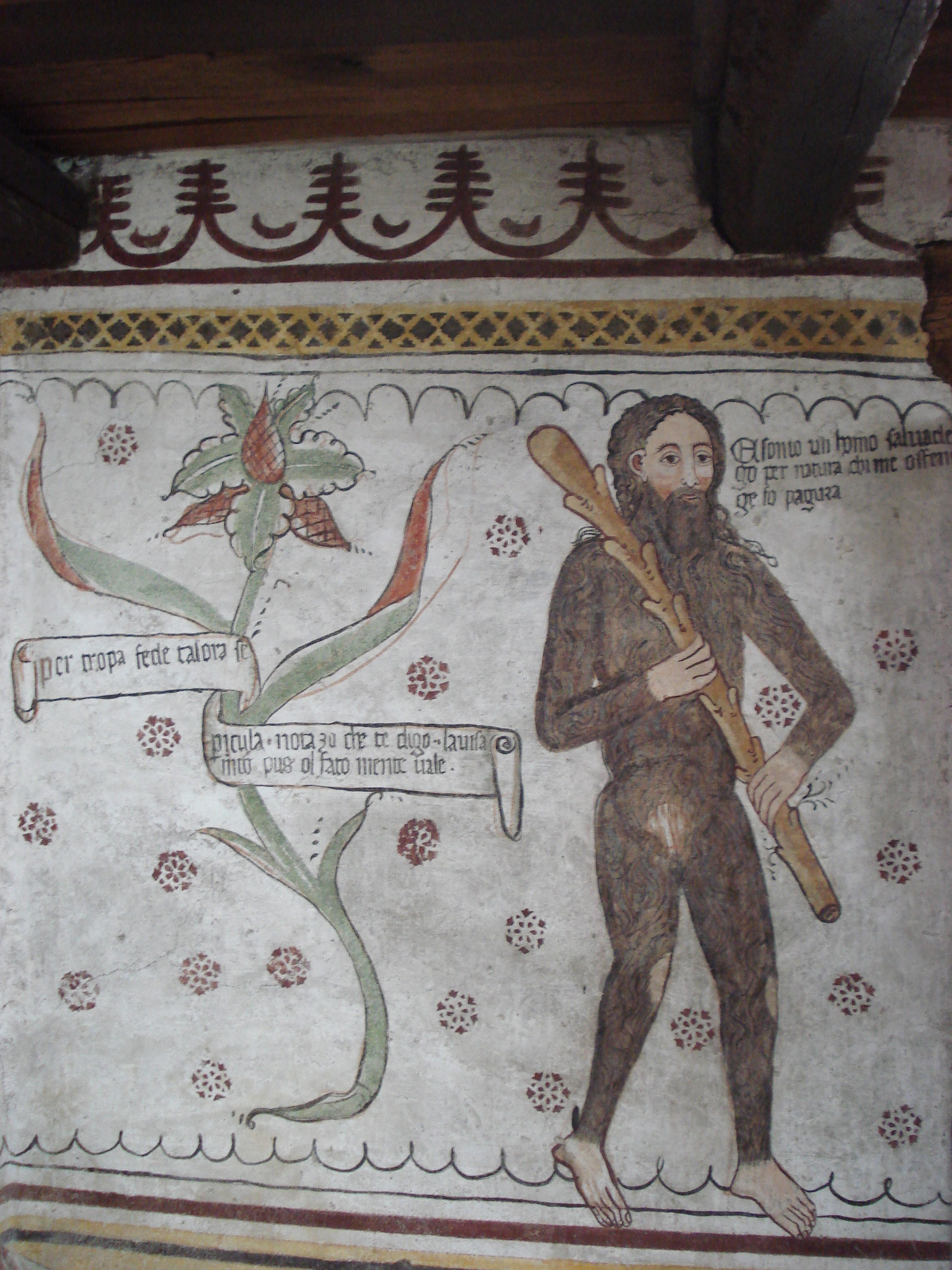
LHomo Salvadego (così chiamato in valtellinese).

Nell'abitato di Sacco di Cosio Valtellino, all'inizio della Val Gerola, vi è un edificio (antica abitazione di notai) che riporta una preziosa testimonianza, perfettamente conservata, del mondo orobico del XV secolo. La camera principale fu utilizzata come fienile fino agli ultimi decenni dell'800, ma questo uso continuato nel tempo non ha però leso la superficie intonacata e affrescata delle pareti.

## Descrizione
Come altre "camere picte" di questo periodo, ha decorazioni floreali stampigliate e cartigli con preghiere e proverbi. Diverse figure si succedono sulle pareti: un cacciatore, una grande Pietà con San Bernardo, il committente raffigurato in posa genuflessa, i tre volti della trinità sull'architrave di ingresso e un uomo nudo, ricoperto di peli, che porta una lunga clava, è l'uomo selvatico, dalla cui bocca, come un fumetto, esce la frase:

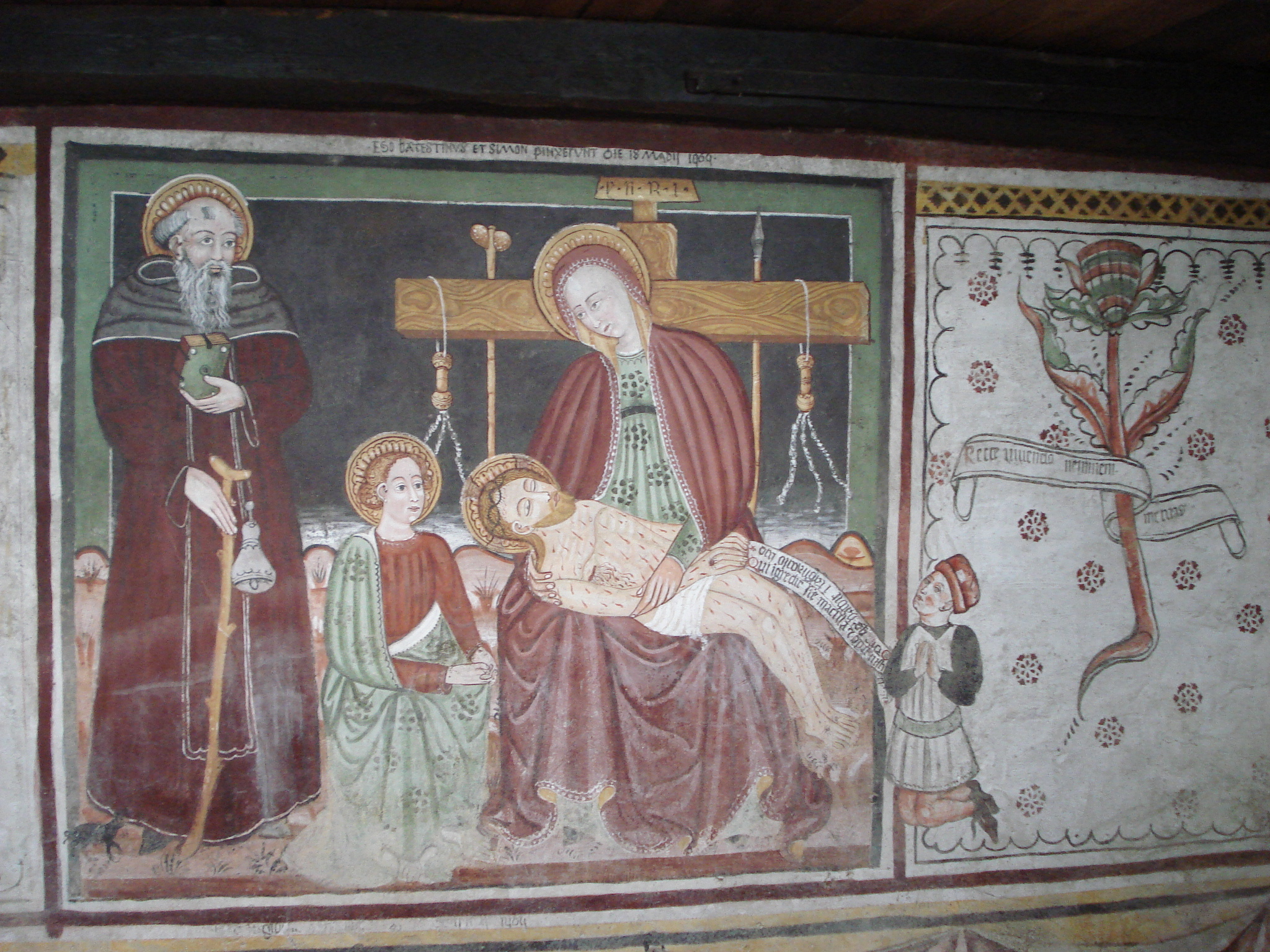
La Pietà.

Sopra la Pietà si legge Simon et Battestinus pinxerunt (forse pittori della famiglia Baschenis di Averara, artisti itineranti, famosi per le loro danze macabre) e la data in cui fu conclusa l'opera: "18 maggio 1464"; sotto fino a qualche anno fa era leggibile anche il nome del committente, raffigurato in ginocchio in preghiera, sul lato destro della Pietà: "Augustinus de Zugnonibus".

### L'homo salvadego
In Valchiavenna (ómm salvadich)  e Valtellina le testimonianze narrative orali che riguardano direttamente l'homo salvadego sono scarse, eppure il personaggio è una maschera del Carnevale di Samolaco e Gordona (Baghüta) in Valchiavenna e rientra in un'usanza carnevalesca - oggi estinta - a Cepina in Valdisotto:
Una delle tre Leghe Grigie, quella delle Dieci Giurisdizioni, pose l'uomo selvatico nel proprio stemma, motivando tale scelta col fatto che esso rimanderebbe agli albori del carattere nazionale retico, e a quei sentimenti spirituali infusi nei dati luoghi e nei suoi abitanti prima del cristianesimo.